# 超級人瑞

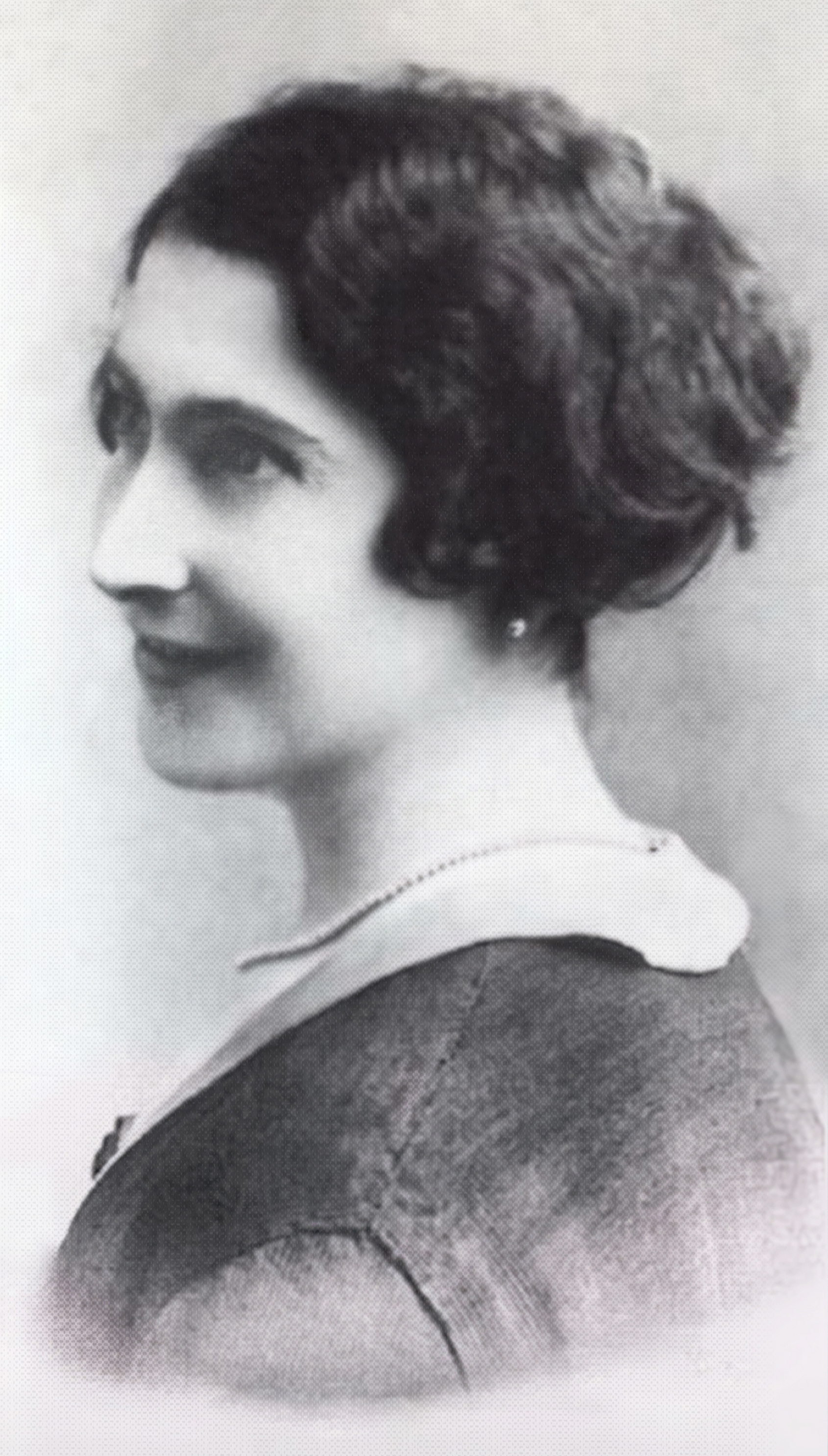
讓娜·卡爾芒拥有近代史上已知的最长寿命122岁164天。

超级人瑞是指年纪達到110岁或以上的人瑞。依据欧洲的統計数据，僅有0.1%的百岁人瑞能存活至110岁；而且，僅有2%的超級人瑞能存活至115岁。迄今为止，活到年齡116岁或更年长的无爭议人类案例只有33例，包括32位女性与1位男性；而活到年齡118岁或更年长的无爭议人类案例仅有4例，且皆为女性。目前，已知史上最长寿者是讓娜·卡爾芒，逝世于1997年8月4日，享嵩寿122岁164天；她也是目前唯一一位无爭议活到120岁或更年长的人類案例。
拥有记录第一位经过验证超级人瑞与拥有记录第一位经过验证男性超级人瑞为荷兰人吉尔特·阿德里安斯·布姆加德，拥有记录第一位经过验证女性超级人瑞为根西岛人玛格丽特·安妮芙。

## 116歲以上超級人瑞列表
已故   在世  有爭議 
| 排名 | 姓名                          | 性別 | 出生           | 逝世           | 年龄       | 逝世/ 居住國家 |
| ---- | ----------------------------- | ---- | -------------- | -------------- | ---------- | -------------- |
| 01   | 讓娜·卡爾芒                   | 女   | 1875年2月21日  | 1997年8月4日   | 122歲164天 | 法國           |
| 02   | 田中加子                      | 女   | 1903年1月2日   | 2022年4月19日  | 119歲107天 | 日本           |
| 03   | 莎拉·勞絲                     | 女   | 1880年9月24日  | 1999年12月30日 | 119歲097天 | 美国           |
| 04   | 露西爾·朗東                   | 女   | 1904年2月11日  | 2023年1月17日  | 118歲340天 | 法國           |
| 05   | 田島鍋                        | 女   | 1900年8月4日   | 2018年4月21日  | 117歲260天 | 日本           |
| 06   | 瑪麗-路易絲·梅耶尔            | 女   | 1880年8月29日  | 1998年4月16日  | 117歲230天 | 加拿大         |
| 07   | 維奧萊特·布朗                 | 女   | 1900年3月10日  | 2017年9月15日  | 117歲189天 | 牙买加         |
| 08   | 瑪麗亞·布拉尼亞斯·莫雷拉      | 女   | 1907年3月4日   | 2024年8月19日  | 117歲168天 | 西班牙         |
| 09   | 艾瑪·莫拉諾                   | 女   | 1899年11月29日 | 2017年4月15日  | 117歲137天 | 義大利         |
| 010  | 都千代                        | 女   | 1901年5月2日   | 2018年7月22日  | 117歲081天 | 日本           |
| 011  | 德爾菲亞·威爾福德             | 女   | 1875年9月9日   | 1992年11月14日 | 117歲066天 | 美国           |
| 012  | 大川美佐緒                    | 女   | 1898年3月5日   | 2015年4月1日   | 117歲027天 | 日本           |
| 013  | 弗朗西斯卡·塞爾薩·多斯桑托斯  | 女   | 1904年10月21日 | 2021年10月5日  | 116歲349天 | 巴西           |
| 014  | 玛丽亚·埃丝特·德·卡波维利亚   | 女   | 1889年9月14日  | 2006年8月27日  | 116歲347天 |                |
| 015  | 伊娜·卡纳巴罗·卢卡斯          | 女   | 1908年6月8日   | 2025年4月30日  | 116歲326天 | 巴西           |
| 016  | 蘇珊娜·瓊斯                   | 女   | 1899年7月6日   | 2016年5月12日  | 116歲311天 | 美国           |
| 017  | 格特魯德·韋弗                 | 女   | 1898年7月4日   | 2015年4月6日   | 116歲276天 | 美国           |
| 018  | 朱莉婭·瑪麗亞·弗朗西斯卡·西芒 | 女   | 1901年1月9日   | 2017年10月8日  | 116歲272天 | 巴西           |
| 019  | 巽房                          | 女   | 1907年4月25日  | 2023年12月12日 | 116歲231天 | 日本           |
| 020  | 安东尼娅·达·圣克鲁斯          | 女   | 1905年6月13日  | 2022年1月23日  | 116歲224天 | 巴西           |
| 021  | 糸岡富子                      | 女   | 1908年5月23日  | 2024年12月29日 | 116歲220天 | 日本           |
| 022  | 豬飼種                        | 女   | 1879年1月18日  | 1995年7月12日  | 116歲175天 | 日本           |
| 023  | 讓娜·博特                     | 女   | 1905年1月14日  | 2021年5月22日  | 116歲128天 | 法國           |
| 024  | 伊莉莎白·博登                 | 女   | 1890年8月15日  | 2006年12月11日 | 116歲118天 | 美国           |
| 025  | 貝斯·庫珀                     | 女   | 1896年8月26日  | 2012年12月4日  | 116歲100天 | 美国           |
| 026  | 瑪麗亞·朱塞帕·羅布奇          | 女   | 1903年3月20日  | 2019年6月18日  | 116歲090天 | 義大利         |
| 027  | 泰克拉·尤涅维奇               | 女   | 1906年6月10日  | 2022年8月19日  | 116歲070天 | 波蘭           |
| 028  | 木村次郎右衛門                | 男   | 1897年4月19日  | 2013年6月12日  | 116歲054天 | 日本           |
| 029  | 安娜·瑪麗亞·貝拉·魯比歐       | 女   | 1901年10月29日 | 2017年12月15日 | 116歲047天 | 西班牙         |
| 030  | 朱塞平娜·普罗耶托             | 女   | 1902年5月30日  | 2018年7月6日   | 116歲037天 | 義大利         |
| 031  | 伊斯特尔·威金斯               | 女   | 1874年6月1日   | 1990年7月7日   | 116歲036天 | 美国           |
| 032  | 傑拉琳·塔利                   | 女   | 1899年5月23日  | 2015年6月17日  | 116歲025天 | 美国           |
| 033  | 伊迪·切卡雷利                 | 女   | 1908年2月5日   | 2024年2月22日  | 116歲017天 | 美国           |

## 註释
1. ↑  布拉尼亞斯·莫雷拉生於 美国加利福尼亚州舊金山。
2. ↑  朱尼維茨生於奧匈帝國境内的加利西亞和洛多梅里亞王國首府利沃夫，現在隸屬烏克蘭。

## 外部連結
- Supercentenarian Research Foundation （页面存档备份，存于）